# Grand Hyatt Barcelona
El Grand Hyatt Barcelona es un hotel rascacielos cercano  a la Avinguda Diagonal en Barcelona, Cataluña, España. Tiene 22 pisos y mide 79 metros. El hotel fue completado en 1975 como el Hotel Princesa Sofia. Fue rebautizado como InterContinental Princesa Sofia en 1996 y luego Gran Hotel Princesa Sofia en 2004. 
Fue completamente renovado en 2017 y pasó a llamarse Hotel SOFIA Barcelona. Se unió a The Unbound Collection de Hyatt Hotels en diciembre de 2018.El 3 de abril de 2024 pasó a llamarse Grand Hyatt Barcelona.